# Alfred Schaller

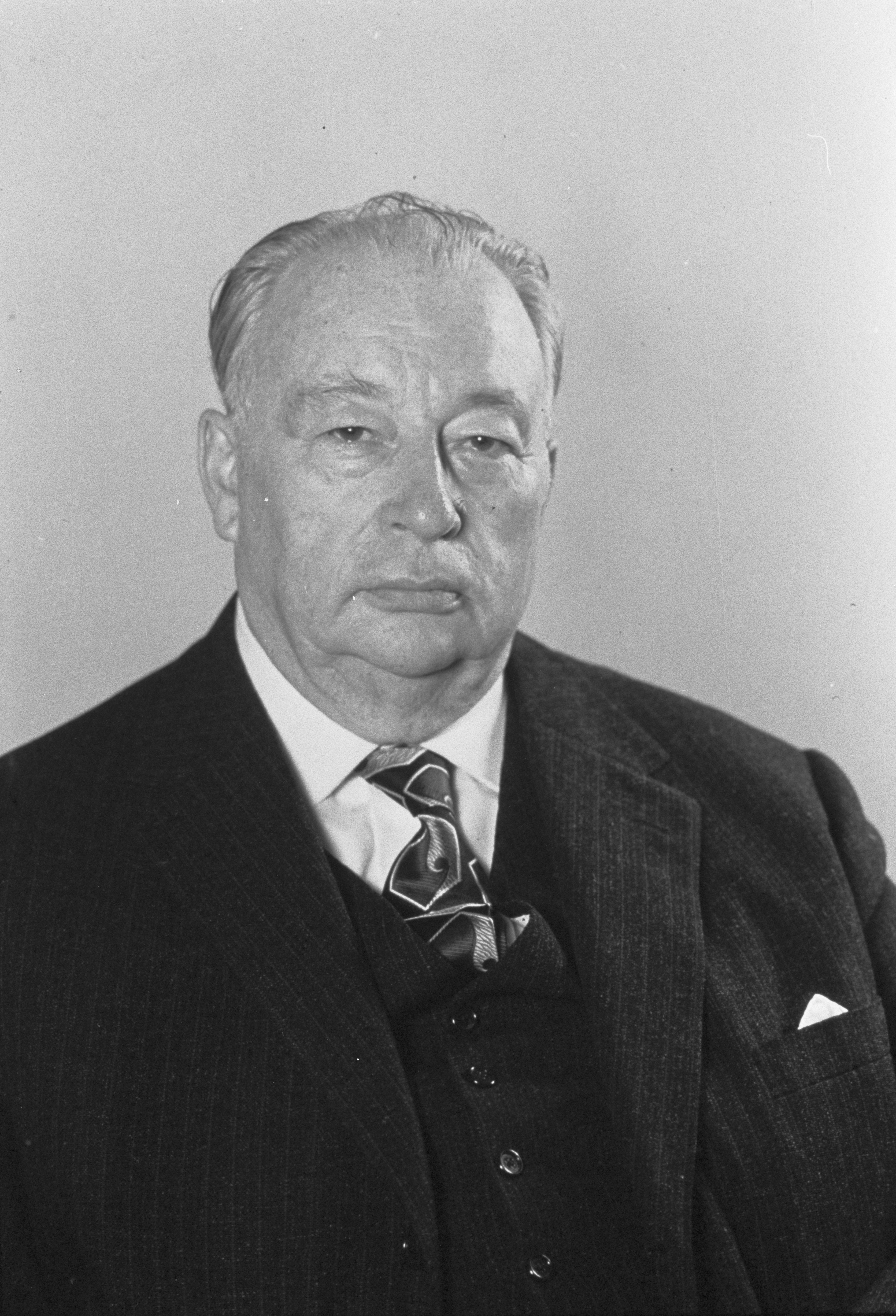
Alfred Schaller (1971)

Alfred Schaller (* 21. April 1908 in Flüelen; † 21. Juli 1985 in Basel; heimatberechtigt in Wauwil und ab 1948 in Basel) war ein Schweizer Politiker (FDP). Er war von 1966 bis 1967 Nationalratspräsident.

## Leben
Nach der Matura am Kollegium Schwyz fand er zuerst eine Anstellung bei den SBB, wo er als Stationsbeamter tätig war. Später zog er nach Basel und studierte Volkswirtschaft an der Universität Basel, wo er 1935 promovierte. Nach seinem Studium arbeitete er zunächst als Sekretär, später – von 1941 bis 1950 – als Direktor des Rheinschifffahrtsamts Basel. Nach seiner Wahl in den Regierungsrat des Kantons Basel-Stadt 1950 widmete er sich vollumfänglich der Politik.

## Politik

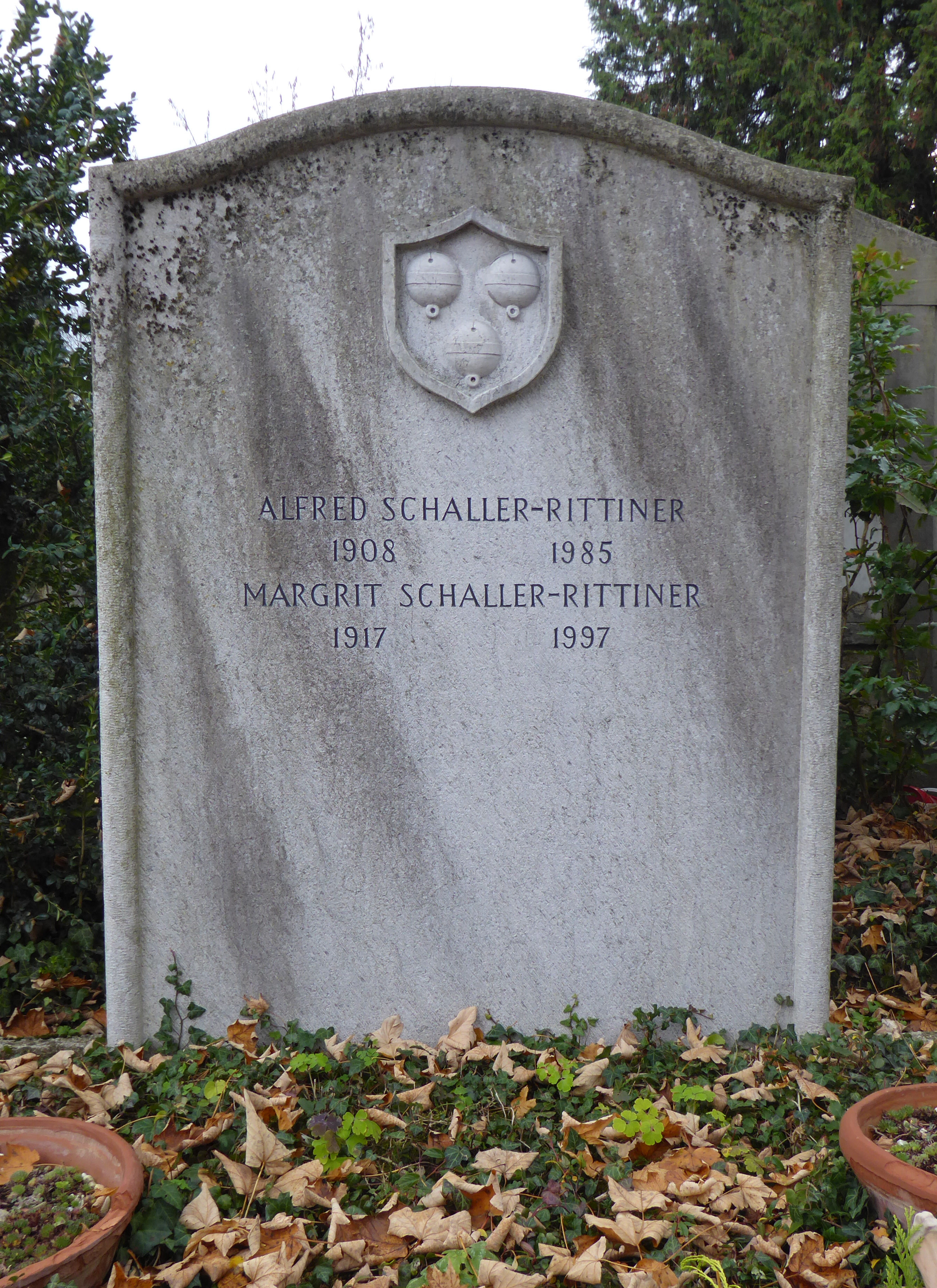
Grab, Wolfgottesacker in Basel

Parallel zu seinem Studium und zu seiner Tätigkeit am Rheinschifffahrtsamt baute er seine politische Karriere auf: Von 1936 bis 1941 war er Präsident der Jungliberalen Bewegung, 1938 schaffte er den Sprung in den Grossen Rat des Kantons Basel-Stadt, dem er bis 1950 angehörte. 1947 wurde er in den Nationalrat gewählt, dem er bis 1978 angehörte und den er von 1966 bis 1967 präsidierte.
Von 1950 bis zu seinem Antritt als Nationalratspräsident 1966 war er dazu auch Mitglied der basel-städtischen Exekutive, wo er das Finanzdepartement führte. Von Amtes wegen war er in dieser Zeit Verwaltungsratspräsident der Basler Verkehrs-Betriebe und – unabhängig von seinen Ämtern – von 1956 bis 1970 auch Verwaltungsratspräsident der Basler Mustermesse.
Alfred Schaller fand seine letzte Ruhestätte auf dem Wolfgottesacker in Basel.